# Raymond Wong (compositeur)
Ne doit pas être confondu avec Raymond Wong.
Raymond Wong, de son vrai nom Wong Ying-wah, (黃英華, né le 6 avril 1968) est un compositeur hongkongais de musique de film. Il compte dans sa carrière les bandes originales de Shaolin Soccer et Crazy Kung-Fu qui lui valent une nomination du Prix de la meilleure musique de film aux Hong Kong Film Awards.

## Filmographie partielle
- 1994 : The Lovers (Leung juk) de Tsui Hark
- 1998 : A Hero Never Dies (Chan sam ying hung) de Johnnie To
- 1999 : Running Out of Time (Aau chin - 暗戰) de Johnnie To
- 2001 : Shaolin Soccer (Siu lam juk kau - 少林足球) de Stephen Chow
- 2004 : Crazy Kung-Fu (Gōngfu - 功夫) de Stephen Chow